# Поль Баррас
Поль-Франсуа́-Жан-Ніколя́ Барра́с (фр. Paul François Jean Nicolas, vicomte de Barras; 1755—1829) — французький політичний діяч, віконт, учасник великої французької революції, член французької Директорії. Відіграв важливу роль у сходженні Наполеона до влади.

## Біографія

### Ранні роки життя
Поль Баррас походив з однієї з древніх родин Провансу на півдні Франції, народився 30 червня 1755 року. у 16-річному віці поступив на військову службу кадетом. Служив у Франції і згодом у 1776 р. в Індії.
Після поразки французьких військ в Індії повернувся до Франції, після чого знову брав участь в індійських експедиціях у 1782—1783 рр. Після невдалих походів, згодом залишив армійську службу і присвятив себе світському життю і поселився в Парижі.

### Французька революція
З початком Французької революції у 1789 р. став цікавитися політикою, брав участь у революційних подіях в Парижі, приєднався до клубу якобінців. Після перемоги революції брав участь у революційних війнах, був призначений делегатом до Національного конвенту від департаменту Вар. Відносився до фракції «болота». У січні 1793 р. разом з іншими депутатами голосував за страту короля Людовика XVI.
У 1793 р. брав участь у військових діях на півдні Франції, в Італії і Сардинії. При облозі Тулону вперше зустрівся з Наполеоном Бонапартом, якому довірив керівництво артилерією. Після вдалої операції, у тому числі за рекомендацією Барраса Наполеона підвищили до генерала і поставили на чолі армії в Італії.
В Парижі Баррас приєднався до опозиції, яка скинула Робесп'єра під час термідоріанського перевороту 27 липня 1794 р. Після цих подій починається пік кар'єри Барраса — його призначено головою Національної гвардії Парижу. Під час вандем'єрського повстання роялістів 5 жовтня 1795 р. знову призначив Наполеона керівником артилерії, що гарантувало перемогу. З встановленням режиму Директорії, став одним з п'яти міністрів-керівників уряду Французької республіки.

### Директорія
З усіх членів Директорії Баррас залишався при владі найдовше. За його правління в країні відновився спокій, почалося відродження промисловості та суспільного життя, була прийнята нова конституція. Повноваження полководця згодом з себе склав і зосередився на політиці. В цей час також познайомився з Жозефіною Богарне, яка певний час була його коханкою. Пізніше він сам допоміг шлюбові між нею і Наполеоном, якого пізніше, знову відрядили на чолі армії до Італії.
Після перемог Наполеона в Італії, побоюючись дедалі впливового генарала, відрядив його до Єгипту. Після раптового повернення Наполеона до Франції у 1799 р. був усунутий від влади в результаті перевороту 18 брюмера (9 листопада 1799 р.), під час якого до влади прийшов Консулат на чолі з Наполеоном.

### Останні роки життя
Після перевороту 18 брюмера потрапив у немилість до Наполеона. За його наказом жив у одному з своїх маєтків. Пізніше виїхав до Бельгії та Італії — йому було заборонено жити у Франції. Повернувся тільки після падіння Наполеона, відійшов від політики, писав мемуари. Помер 29 січня 1829 р. у передмісті Парижа, похований на цвинтарі Пер-Лашез.